# کلاس‌های بنیادین صنعت
کلاس‌های بنیادین صنعت (به انگلیسی: Industry Foundation Classes, IFC) مدل داده‌ای است که برای بیان داده‌های صنعت ساخت و ساز و ساختمان‌سازی به کار می‌رود.
این کلاس‌ها، در واقع نوعی قالب برای پرونده‌هایی باز و مستقل از پلتفرم هستند که توسط تولیدکننده‌ای خاص یا گروهی خاص از تولیدکنندگان کنترل نمی‌شوند. این نوع پرونده که بر مبنای اشیاء قرار دارد برای تسهیل هم‌کنش‌پذیری میان صنعت‌های معماری، مهندسی و ساخت و ساز (AEC) ایجاد شده‌است و قالب رایج پروژه‌های مبتنی بر BIM (مدل‌سازی اطلاعات ساختمان) است. خصوصیت مدل IFC، بازبودن و در دسترس بودن است.

## تاریخچه
پیدایش IFC به سال ۱۹۹۴ که شرکت اتودسک کنسرسیومی را ایجاد نمود تا دربارهٔ ایجاد مجموعه‌ای از کلاس‌های C++ برای ایجاد نرم‌افزاری یکپارچه، به آن مشاوره دهند، باز می‌گردد. در آن زمان دوازده شرکت که شامل AT&T نیز می‌شدند به این کنسرسیوم پیوستند.
این قالب در ابتدا «مشارکت صنعتی برای هم کنش پذیری» (به انگلیسی: Industry Alliance for Interoperability) نام گرفت. در سپتامبر ۱۹۹۵، عضویت این مشارکت به روی تمام شرکت‌های علاقه‌مند گشوده شد و در سال ۱۹۹۷ به مشارکت بین‌المللی برای هم کنش پذیری تغییر نام داد. مشارکت جدید به صورت سازمانی غیرانتفاعی که توسط صنعت هدایت می‌شد تأسیس شد و هدف آن تدوین IFC به عنوان مدلی بی‌طرف برای پاسخ به نیازهای معماری، مهندسی و احداث، در طول چرخهٔ حیات یک ساختمان بود تا آن که در نهایت در سال ۲۰۰۵، آخرین تغییر نام به IFC انجام شد و توسط بیلدینگ اسمارت نیز تأیید شده‌است.

## نسخه‌های IFC و ifcXML
- IFC4 (مارس 2013)[۴]
- ifcXML2x3 (ژوئن ۲۰۰۷)
- IFC2x3 (فوریه ۲۰۰۶)
- ifcXML2 برای IFC2x2 add1 (یا RC2)
- IFC2x2 Addendum 1 (ژوئیه ۲۰۰۴)
- ifcXML2 for IFC2x2 (یا RC1)
- IFC 2x2
- IFC 2x Addendum 1
- ifcXML1 برای IFC2x و IFC2x Addendum 1
- IFC 2x
- IFC 2.0
- IFC 1.5.1
- IFC 1.5

## قالب پرونده‌ها
طبق IFC چندین نوع قالب پرونده تعریف می‌شود که می‌توان از آن‌ها استفاده نمود و برای داده‌های زمینه‌ای مشابه از آن‌ها کمک گرفت.
- IFC-SPF قالبی متنی است که در ایزو ۱۰۳۰۳-۲۱ تعریف شمی شود و در آن هرکدام از خط‌ها اطلاعات یک شیء را در خود می‌گنجاند و پسوند پرونده‌های آن «ifc.» است. این قالب، پرکاربردترین قالب IFC است و مزیت آن، حجم کم در عین قابلیت خوانده شدن است.
- IFC-XML یک قالب اکس‌ام‌ال است که در ایزو ۱۰۳۰۳-۲۸ تعریف می‌شود و پسوند پرونده‌های آن «ifcXML.» است. این قالب پرونده برای هم کنش پذیری با ابزارهای اکس‌ام‌ال و تبدیل مدل‌های جزئی ساختمان مناسب است. این قالب در عمل بخاطر حجم بزرگ مدل‌های رایج ساختمانها کم کاربرد است.
- IFC-ZIP قالبی فشرده است که از گنجاندن یک پروندهٔ IFC-SPF تشکیل شده‌است و پسوند آن «ifcZIP.» است.

## ساختار
IFC یک مدل رابطه‌ای اشیاء را بر مبنای زبان مدلسازی دادهٔ «اکسپرس» تعریف می‌کند که از صدها نهاد متفاوت که در یک سلسله مراتب شیء محور سازماندهی شده‌اند تشکیل شده‌است. مثالهایی از این نهادها، اجزای ساختمان نظیر IFCWall، مشخصات هندسی نظیر IfcExtrudedAreaSolid و ساخت‌های مبنایی نظیر IfcCartesianPoint هستند.